# アロンソ・ロボ

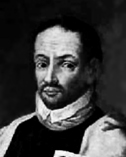
アロンソ・ロボ

アロンソ・ロボ（Alonso Lobo、1555年頃オスナ - 1617年4月5日）は、後期ルネサンスのスペインの作曲家。ビクトリアほど有名ではないものの、当時は高く評価され、ビクトリア本人が自分に匹敵する才能の持ち主と認めたほどだった。
セビーリャ大聖堂で少年聖歌隊員を勤めたのち、オスナ大学で学位を取得、1591年まで司教座聖堂参次会員の地位を得る。同年セビーリャ大聖堂にフランシスコ・ゲレーロの助手として採用され、のちに楽長の地位まで昇格する。1593年にトレド 大聖堂の楽長職に採用され、1594年にセビーリャに戻るまでその任務にとどまった。
ロボの楽曲は、パレストリーナのよどみない対位法の技術を、ビクトリアの厳粛で濃密な表現に結びつけたものといえる。ロボ作品のいくつかは、1600年頃のイタリア音楽では普通だったコーリ・スペッツァーティ（分割合唱）の技法を用いているが、ロボは決して3つ以上の合唱は用いなかった（同時代のヴェネツィア楽派の合唱曲はそれより多いことがしばしばで、ジョヴァンニ・ガブリエーリはしばしば雄大なサン・マルコ大聖堂の聖歌隊席に見合うだけの数の合唱を用いている）。
ロボの影響力は、スペインの国境線を超えてはるか彼方——ポルトガルからメキシコ ——にまで及んだ。スペイン最高の作曲家の一人とする評価は、100年にわたって続くことになった。
ロボの作品はミサ曲やモテット、3つの受難曲、哀歌、詩篇、聖歌ならびに（散逸した）12声部のためのミゼレーレがある。世俗曲や室内楽曲が現存するかは知られていない。